# The Masked Singer/Staffel 7

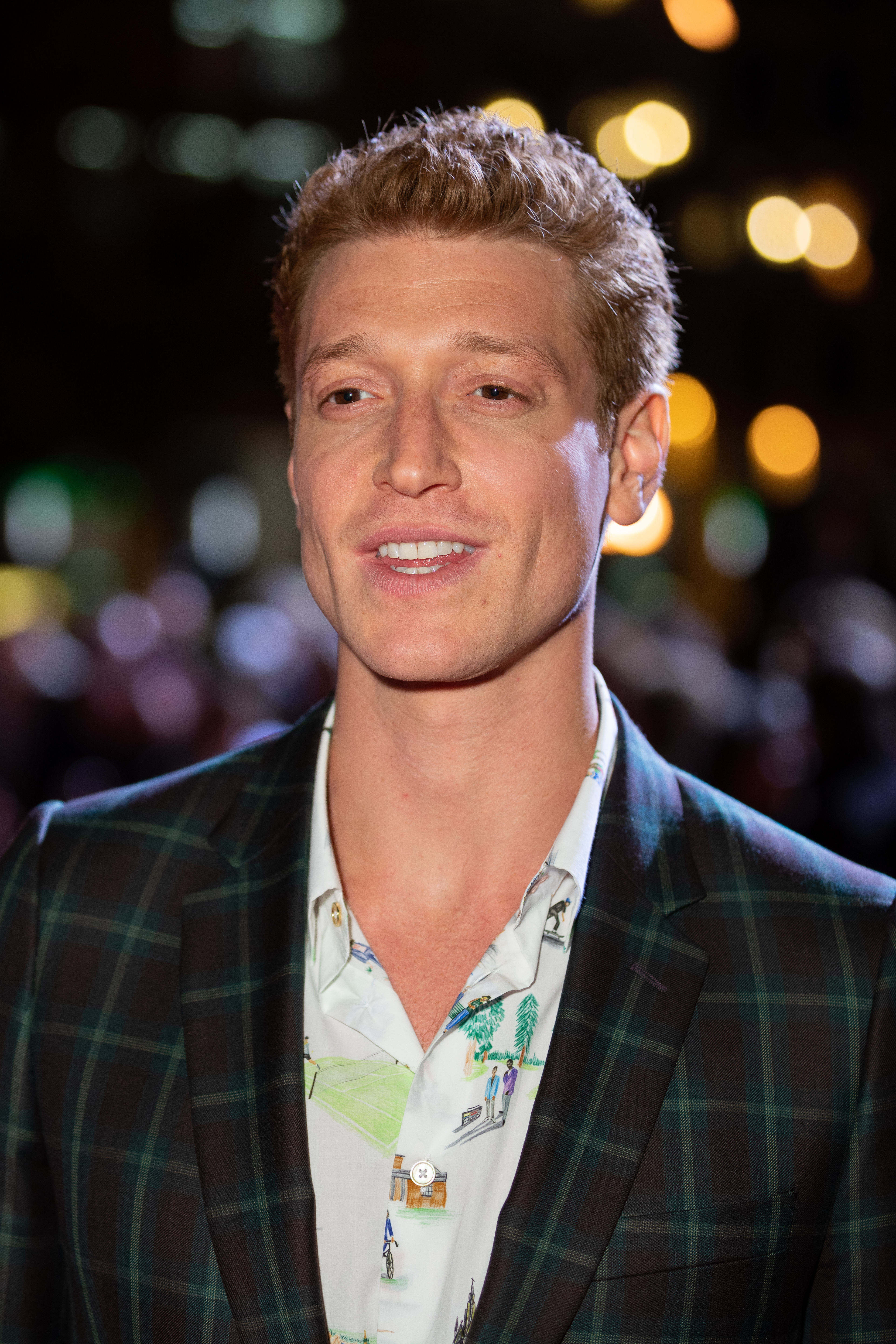
Daniel Donskoy, Sieger der siebten Staffel

Die siebte Staffel von The Masked Singer wurde ab dem 1. Oktober 2022 vom Fernsehsender ProSieben ausgestrahlt. Wiederum wurden sechs Folgen im Samstagabendprogramm ausgestrahlt.

## Rateteam
| Folge | Ständiges Mitglied | Gastmitglieder    | Gastmitglieder     |
| ----- | ------------------ | ----------------- | ------------------ |
| 1     | Ruth Moschner      | Linda Zervakis    | Smudo              |
| 2     | Ruth Moschner      | Carolin Kebekus   | Eko Fresh          |
| 3     | Ruth Moschner      | Yvonne Catterfeld | Ross Antony        |
| 4     | Ruth Moschner      | Stefanie Kloß     | Giovanni Zarrella  |
| 5     | Ruth Moschner      | Johannes Oerding  | Rea Garvey         |
| 6     | Ruth Moschner      | Judith Williams   | Riccardo Simonetti |

## Teilnehmer
| Platz | Kostüm             | Person               | Bekannt als              | Aus in Folge | Quelle |
| ----- | ------------------ | -------------------- | ------------------------ | ------------ | ------ |
| 1     | Maulwurf           | Daniel Donskoy       | Schauspieler             | 6            | [ 2 ]  |
| 2     | Werwolf            | Bürger Lars Dietrich | Komiker, Musiker         | 6            | [ 3 ]  |
| 3     | 0No Name / Rosty 7 | Rick Kavanian        | Schauspieler, Komiker    | 6            | [ 4 ]  |
| 4     | Zahnfee            | Leslie Clio          | Singer-Songwriterin      | 6            | [ 5 ]  |
| 5     | Goldi              | Armin Rohde          | Schauspieler             | 5            | [ 6 ]  |
| 6     | Black Mamba        | Felix von Jascheroff | Schauspieler             | 4            | [ 7 ]  |
| 7     | Pfeife             | Thomas Hayo          | Creative Director, Juror | 3            | [ 8 ]  |
| 8     | Walross            | Jutta Speidel        | Schauspielerin           | 2            | [ 9 ]  |
| 9     | Brokkoli           | Katja Burkard        | Moderatorin              | 1            | [ 10 ] |

## Folgen
|   | Kostüm      | Lied, Originalinterpret                           | Ergebnis      |
| - | ----------- | ------------------------------------------------- | ------------- |
| 1 | Maulwurf    | Holding Out for a Hero – Bonnie Tyler             | Gewonnen      |
| 2 | Brokkoli    | So What – Pink                                    | Ausgeschieden |
| 3 | Black Mamba | Trust in Me aus Das Dschungelbuch                 | Gewonnen      |
|   |             |                                                   |               |
| 4 | Werwolf     | Hard Rock Hallelujah – Lordi                      | Gewonnen      |
| 5 | No Name     | Mr. Lonely – Bobby Vinton                         | Gewonnen      |
| 6 | Walross     | Move in the Right Direction – Gossip              | Vielleicht    |
|   |             |                                                   |               |
| 7 | Goldi       | An Angel – The Kelly Family                       | Vielleicht    |
| 8 | Pfeife      | Smooth Criminal – Michael Jackson                 | Gewonnen      |
| 9 | Zahnfee     | When You Believe – Mariah Carey & Whitney Houston | Gewonnen      |

|   | Kostüm      | Lied, Originalinterpret                                   | Ergebnis      |
| - | ----------- | --------------------------------------------------------- | ------------- |
| 1 | Zahnfee     | Firework – Katy Perry                                     | Vielleicht    |
| 2 | Black Mamba | Temple of Love – The Sisters of Mercy                     | Gewonnen      |
| 3 | Pfeife      | Wicked Game – Chris Isaak                                 | Vielleicht    |
| 4 | Goldi       | Bad Day – Daniel Powter                                   | Gewonnen      |
|   |             |                                                           |               |
| 5 | No Name     | As It Was – Harry Styles                                  | Vielleicht    |
| 6 | Werwolf     | Enter Sandman – Metallica                                 | Gewonnen      |
| 7 | Walross     | What You Waiting For? – Gwen Stefani                      | Ausgeschieden |
| 8 | Maulwurf    | Can’t Hold Us – Macklemore & Ryan Lewis / Pony – Ginuwine | Gewonnen      |

|                    | Kostüm      | Lied, Originalinterpret                           | Lied, Originalinterpret                          | Ergebnis      |
| Gemeinschaftssongs | Kostüm      | Einzelsongs                                       |                                                  | Ergebnis      |
| ------------------ | ----------- | ------------------------------------------------- | ------------------------------------------------ | ------------- |
| 1                  | Black Mamba | Relight My Fire – Dan Hartman                     | Like a Prayer – Madonna                          | Vielleicht    |
| 2                  | Maulwurf    | Relight My Fire – Dan Hartman                     | My Heart Will Go On – Céline Dion                | Gewonnen      |
| 3                  | Goldi       | Relight My Fire – Dan Hartman                     | Gold – Spandau Ballet                            | Gewonnen      |
|                    |             |                                                   |                                                  |               |
| 4                  | Zahnfee     | Bang Bang – Jessie J, Ariana Grande & Nicki Minaj | Kings & Queens – Ava Max                         | Gewonnen      |
| 5                  | Pfeife      | Bang Bang – Jessie J, Ariana Grande & Nicki Minaj | Live and Let Die – Wings                         | Ausgeschieden |
|                    |             |                                                   |                                                  |               |
| 6                  | No Name     | Walk This Way – Aerosmith                         | Stayin’ Alive – Bee Gees                         | Vielleicht    |
| 7                  | Werwolf     | Walk This Way – Aerosmith                         | You’re My Heart, You’re My Soul – Modern Talking | Gewonnen      |

|                    | Kostüm      | Lied, Originalinterpret                                               | Lied, Originalinterpret             | Ergebnis      |
| Gemeinschaftssongs | Kostüm      | Einzelsongs                                                           |                                     | Ergebnis      |
| ------------------ | ----------- | --------------------------------------------------------------------- | ----------------------------------- | ------------- |
| 1                  | Maulwurf    | Felicità – Al Bano & Romina Power                                     | Larger Than Life – Backstreet Boys  | Gewonnen      |
| 2                  | Rosty       | Felicità – Al Bano & Romina Power                                     | Happy – Pharrell Williams           | Vielleicht    |
|                    |             |                                                                       |                                     |               |
| 3                  | Zahnfee     | Beauty and the Beast – Angela Lansbury (aus Die Schöne und das Biest) | Don’t Start Now – Dua Lipa          | Gewonnen      |
| 4                  | Black Mamba | Beauty and the Beast – Angela Lansbury (aus Die Schöne und das Biest) | Unholy – Sam Smith feat. Kim Petras | Ausgeschieden |
|                    |             |                                                                       |                                     |               |
| 5                  | Goldi       | Born to Be Wild – Steppenwolf                                         | Looking for Freedom – Marc Seaberg  | Vielleicht    |
| 6                  | Werwolf     | Born to Be Wild – Steppenwolf                                         | In My Blood – Shawn Mendes          | Gewonnen      |

|                                                                | Kostüm   | Lied, Originalinterpret                                         | Ergebnis      |  |
| -------------------------------------------------------------- | -------- | --------------------------------------------------------------- | ------------- |  |
| 1                                                              | Rosty    | Get Down on It – Kool & the Gang                                | Vielleicht    |  |
| 2                                                              | Zahnfee  | Remedy – Leony                                                  | Vielleicht    |  |
| 3                                                              | Maulwurf | Breathe Easy – Blue                                             | Gewonnen      |  |
|                                                                |          |                                                                 |               |  |
| 4                                                              | Goldi    | Time to Say Goodbye – Andrea Bocelli / We Will Rock You – Queen | Vielleicht    |  |
| 5                                                              | Werwolf  | Personal Jesus – Depeche Mode                                   | Gewonnen      |  |
| Sing-Off, jeweils gemeinsam mit Mülli Müller (Alexander Klaws) |          |                                                                 |               |  |
| 6                                                              | Rosty    | Holiday – Madonna                                               | Gewonnen      |  |
| 7                                                              | Zahnfee  | Stay – Rihanna                                                  | Gewonnen      |  |
| 8                                                              | Goldi    | Sharp Dressed Man – ZZ Top / Addicted to Love – Robert Palmer   | Ausgeschieden |  |

|                                                         | Kostüm   | Lied, Originalinterpret                     | Ergebnis      |
| Runde 1                                                 | Runde 1  | Runde 1                                     | Runde 1       |
| ------------------------------------------------------- | -------- | ------------------------------------------- | ------------- |
| 1                                                       | Maulwurf | Grenade – Bruno Mars                        | Gewonnen      |
| 2                                                       | Zahnfee  | Take Me to Church – Hozier                  | Ausgeschieden |
| 3                                                       | Rosty    | Miami – Will Smith / Conga – Gloria Estefan | Gewonnen      |
| 4                                                       | Werwolf  | Numb/Encore – Linkin Park & Jay-Z           | Gewonnen      |
| Runde 2, jeweils gemeinsam mit dem Zebra (Ella Endlich) |          |                                             |               |
| 5                                                       | Maulwurf | Sex on Fire – Kings of Leon                 | Gewonnen      |
| 6                                                       | Rosty    | I’ll Be There for You – The Rembrandts      | Ausgeschieden |
| 7                                                       | Werwolf  | Hurt – Nine Inch Nails                      | Gewonnen      |
| Runde 3                                                 |          |                                             |               |
| 8                                                       | Maulwurf | Larger Than Life – Backstreet Boys          | Gewonnen      |
| 9                                                       | Werwolf  | Hard Rock Hallelujah – Lordi                | Ausgeschieden |

## Einschaltquoten
| Folge | Datum            | Zuschauer | Zuschauer       | Marktanteil | Marktanteil     | Quelle |
| Folge | Datum            | Gesamt    | 14 bis 49 Jahre | Gesamt      | 14 bis 49 Jahre | Quelle |
| ----- | ---------------- | --------- | --------------- | ----------- | --------------- | ------ |
| 1     | 1. Oktober 2022  | 2,42 Mio. | 1,15 Mio.       | 10,3 %      | 21,2 %          | [ 11 ] |
| 2     | 8. Oktober 2022  | 2,12 Mio. | 1,03 Mio.       | 8,5 %       | 17,1 %          | [ 12 ] |
| 3     | 15. Oktober 2022 | 2,19 Mio. | 1,07 Mio.       | 8,9 %       | 20,2 %          | [ 13 ] |
| 4     | 22. Oktober 2022 | 1,86 Mio. | 0,87 Mio.       | 7,6 %       | 15,3 %          | [ 14 ] |
| 5     | 29. Oktober 2022 | 2,13 Mio. | 1,01 Mio.       | 9,0 %       | 19,0 %          | [ 15 ] |
| 6     | 5. November 2022 | 2,29 Mio. | 1,21 Mio.       | 10,0 %      | 23,1 %          | [ 16 ] |
| ø     | ø                | 2,17 Mio. | 1,06 Mio.       | 9,1 %       | 19,3 %          | –      |